# Lista över fornlämningar i Kristianstads kommun (Östra Sönnarslöv)
Lista över fornlämningar i Kristianstads kommun (Östra Sönnarslöv) är en förteckning av ett urval av de fornlämningar som finns i Östra Sönnarslöv i Kristianstads kommun.
| Namn                                      | Lämningstyp                 | Tillkomsttid | Historisk indelning     | Plats | Läge                 | ID-nr          | Bild                                      |
| ----------------------------------------- | --------------------------- | ------------ | ----------------------- | ----- | -------------------- | -------------- | ----------------------------------------- |
| Hannahög (Östra Sönnarslöv 1:1)           | Hög                         |              | Östra Sönnarslöv, Skåne |       | 55.862721, 14.073984 | 10116800010001 | Ladda upp en bild av detta fornminne      |
| Hannahög (Östra Sönnarslöv 1:2)           | Stensättning                |              | Östra Sönnarslöv, Skåne |       | 55.862906, 14.073591 | 10116800010002 | Ladda upp en bild av detta fornminne      |
| Hannahög (Östra Sönnarslöv 1:3)           | Stensättning                |              | Östra Sönnarslöv, Skåne |       | 55.863023, 14.073862 | 10116800010003 | Ladda upp en bild av detta fornminne      |
| Östra Sönnarslöv 2:1                      | Grav markerad av sten/block |              | Östra Sönnarslöv, Skåne |       | 55.870551, 14.069108 | 10116800020001 | Ladda upp en bild av detta fornminne      |
| Östra Sönnarslöv 5:1                      | Stenkrets                   |              | Östra Sönnarslöv, Skåne |       | 55.867538, 14.053804 | 10116800050001 | Ladda upp en bild av detta fornminne      |
| Östra Sönnarslöv 6:1                      | Hög                         |              | Östra Sönnarslöv, Skåne |       | 55.868679, 14.049264 | 10116800060001 | Ladda upp en bild av detta fornminne      |
| Kung Borres hög (Östra Sönnarslöv 7:1)    | Hög                         |              | Östra Sönnarslöv, Skåne |       | 55.869383, 14.047214 | 10116800070001 | Ladda upp en till bild av detta fornminne |
| Östra Sönnarslöv 9:1                      | Röse                        |              | Östra Sönnarslöv, Skåne |       | 55.849985, 14.024210 | 10116800090001 | Ladda upp en bild av detta fornminne      |
| Östra Sönnarslöv 9:2                      | Röse                        |              | Östra Sönnarslöv, Skåne |       | 55.849986, 14.024545 | 10116800090002 | Ladda upp en bild av detta fornminne      |
| Östra Sönnarslöv 11:1                     | Röse                        |              | Östra Sönnarslöv, Skåne |       | 55.847887, 14.013902 | 10116800110001 | Ladda upp en bild av detta fornminne      |
| Östra Sönnarslöv 12:1                     | Stensättning                |              | Östra Sönnarslöv, Skåne |       | 55.853243, 14.014151 | 10116800120001 | Ladda upp en bild av detta fornminne      |
| Östra Sönnarslöv 13:1                     | Stensättning                |              | Östra Sönnarslöv, Skåne |       | 55.852918, 14.043853 | 10116800130001 | Ladda upp en bild av detta fornminne      |
| Östra Sönnarslöv 13:2                     | Hög                         |              | Östra Sönnarslöv, Skåne |       | 55.852700, 14.043816 | 10116800130002 | Ladda upp en bild av detta fornminne      |
| Östra Sönnarslöv 13:3                     | Hög                         |              | Östra Sönnarslöv, Skåne |       | 55.852819, 14.044229 | 10116800130003 | Ladda upp en bild av detta fornminne      |
| Östra Sönnarslöv 14:1                     | Hög                         |              | Östra Sönnarslöv, Skåne |       | 55.878538, 14.029786 | 10116800140001 | Ladda upp en bild av detta fornminne      |
| Östra Sönnarslöv 15:1                     | Hög                         |              | Östra Sönnarslöv, Skåne |       | 55.879901, 14.027373 | 10116800150001 | Ladda upp en bild av detta fornminne      |
| Östra Sönnarslöv 17:1                     | Grav markerad av sten/block |              | Östra Sönnarslöv, Skåne |       | 55.885044, 14.022963 | 10116800170001 | Ladda upp en bild av detta fornminne      |
| Östra Sönnarslöv 18:1                     | Grav markerad av sten/block |              | Östra Sönnarslöv, Skåne |       | 55.884435, 14.023354 | 10116800180001 | Ladda upp en bild av detta fornminne      |
| Östra Sönnarslöv 19:1                     | Stenkrets                   |              | Östra Sönnarslöv, Skåne |       | 55.883380, 14.024310 | 10116800190001 | Ladda upp en bild av detta fornminne      |
| Östra Sönnarslöv 19:2                     | Grav markerad av sten/block |              | Östra Sönnarslöv, Skåne |       | 55.883212, 14.024823 | 10116800190002 | Ladda upp en bild av detta fornminne      |
| Östra Sönnarslöv 20:1                     | Grav markerad av sten/block |              | Östra Sönnarslöv, Skåne |       | 55.884072, 14.022272 | 10116800200001 | Ladda upp en bild av detta fornminne      |
| Östra Sönnarslöv 20:2                     | Grav markerad av sten/block |              | Östra Sönnarslöv, Skåne |       | 55.883721, 14.022004 | 10116800200002 | Ladda upp en bild av detta fornminne      |
| Östra Sönnarslöv 21:1                     | Stensättning                |              | Östra Sönnarslöv, Skåne |       | 55.869760, 14.007037 | 10116800210001 | Ladda upp en bild av detta fornminne      |
| Östra Sönnarslöv 21:2                     | Grav markerad av sten/block |              | Östra Sönnarslöv, Skåne |       | 55.869553, 14.007056 | 10116800210002 | Ladda upp en bild av detta fornminne      |
| Östra Sönnarslöv 21:3                     | Hög                         |              | Östra Sönnarslöv, Skåne |       | 55.869156, 14.006663 | 10116800210003 | Ladda upp en bild av detta fornminne      |
| Östra Sönnarslöv 22:1                     | Röse                        |              | Östra Sönnarslöv, Skåne |       | 55.871017, 14.010080 | 10116800220001 | Ladda upp en bild av detta fornminne      |
| Östra Sönnarslöv 22:2                     | Röse                        |              | Östra Sönnarslöv, Skåne |       | 55.871223, 14.010068 | 10116800220002 | Ladda upp en bild av detta fornminne      |
| Östra Sönnarslöv 23:1                     | Stensättning                |              | Östra Sönnarslöv, Skåne |       | 55.872742, 14.010550 | 10116800230001 | Ladda upp en bild av detta fornminne      |
| Östra Sönnarslöv 23:2                     | Stensättning                |              | Östra Sönnarslöv, Skåne |       | 55.872547, 14.010242 | 10116800230002 | Ladda upp en bild av detta fornminne      |
| Östra Sönnarslöv 24:1                     | Stenkrets                   |              | Östra Sönnarslöv, Skåne |       | 55.880283, 14.028391 | 10116800240001 | Ladda upp en bild av detta fornminne      |
| Östra Sönnarslöv 24:2                     | Grav markerad av sten/block |              | Östra Sönnarslöv, Skåne |       | 55.880381, 14.028390 | 10116800240002 | Ladda upp en bild av detta fornminne      |
| Östra Sönnarslöv 25:1                     | Hög                         |              | Östra Sönnarslöv, Skåne |       | 55.871368, 14.019012 | 10116800250001 | Ladda upp en bild av detta fornminne      |
| Östra Sönnarslöv 25:2                     | Hög                         |              | Östra Sönnarslöv, Skåne |       | 55.871280, 14.018759 | 10116800250002 | Ladda upp en bild av detta fornminne      |
| Östra Sönnarslöv 25:3                     | Hög                         |              | Östra Sönnarslöv, Skåne |       | 55.871073, 14.018986 | 10116800250003 | Ladda upp en bild av detta fornminne      |
| Östra Sönnarslöv 25:4                     | Grav markerad av sten/block |              | Östra Sönnarslöv, Skåne |       | 55.870941, 14.019111 | 10116800250004 | Ladda upp en bild av detta fornminne      |
| Östra Sönnarslöv 27:1                     | Röse                        |              | Östra Sönnarslöv, Skåne |       | 55.872333, 14.017755 | 10116800270001 | Ladda upp en bild av detta fornminne      |
| Östra Sönnarslöv 27:2                     | Röse                        |              | Östra Sönnarslöv, Skåne |       | 55.872498, 14.017905 | 10116800270002 | Ladda upp en bild av detta fornminne      |
| Östra Sönnarslöv 28:1                     | Hög                         |              | Östra Sönnarslöv, Skåne |       | 55.871838, 14.015043 | 10116800280001 | Ladda upp en bild av detta fornminne      |
| Östra Sönnarslöv 29:1                     | Stensättning                |              | Östra Sönnarslöv, Skåne |       | 55.872672, 14.015492 | 10116800290001 | Ladda upp en bild av detta fornminne      |
| Östra Sönnarslöv 30:1                     | Grav markerad av sten/block |              | Östra Sönnarslöv, Skåne |       | 55.880549, 14.023290 | 10116800300001 | Ladda upp en bild av detta fornminne      |
| Östra Sönnarslöv 32:1                     | Hög                         |              | Östra Sönnarslöv, Skåne |       | 55.893544, 14.023433 | 10116800320001 | Ladda upp en bild av detta fornminne      |
| Östra Sönnarslöv 33:1                     | Hög                         |              | Östra Sönnarslöv, Skåne |       | 55.895248, 14.030233 | 10116800330001 | Ladda upp en bild av detta fornminne      |
| Östra Sönnarslöv 34:1                     | Hög                         |              | Östra Sönnarslöv, Skåne |       | 55.895199, 14.033148 | 10116800340001 | Ladda upp en bild av detta fornminne      |
| Östra Sönnarslöv 35:1                     | Hög                         |              | Östra Sönnarslöv, Skåne |       | 55.893205, 14.021585 | 10116800350001 | Ladda upp en bild av detta fornminne      |
| Östra Sönnarslöv 36:1                     | Stenkammargrav              |              | Östra Sönnarslöv, Skåne |       | 55.893006, 14.019060 | 10116800360001 | Ladda upp en bild av detta fornminne      |
| Östra Sönnarslöv 36:2                     | Hällristning                |              | Östra Sönnarslöv, Skåne |       | 55.893006, 14.019060 | 10116800360002 | Ladda upp en bild av detta fornminne      |
| Östra Sönnarslöv 37:1                     | Hög                         |              | Östra Sönnarslöv, Skåne |       | 55.895256, 14.020091 | 10116800370001 | Ladda upp en bild av detta fornminne      |
| Östra Sönnarslöv 38:1                     | Hög                         |              | Östra Sönnarslöv, Skåne |       | 55.892559, 14.019577 | 10116800380001 | Ladda upp en bild av detta fornminne      |
| Östra Sönnarslöv 39:1                     | Hög                         |              | Östra Sönnarslöv, Skåne |       | 55.900235, 14.035695 | 10116800390001 | Ladda upp en bild av detta fornminne      |
| Östra Sönnarslöv 40:1                     | Hög                         |              | Östra Sönnarslöv, Skåne |       | 55.900283, 14.034605 | 10116800400001 | Ladda upp en bild av detta fornminne      |
| Östra Sönnarslöv 41:1                     | Hög                         |              | Östra Sönnarslöv, Skåne |       | 55.900916, 14.036608 | 10116800410001 | Ladda upp en bild av detta fornminne      |
| Östra Sönnarslöv 42:1                     | Hög                         |              | Östra Sönnarslöv, Skåne |       | 55.895323, 14.036638 | 10116800420001 | Ladda upp en bild av detta fornminne      |
| Östra Sönnarslöv 42:2                     | Hög                         |              | Östra Sönnarslöv, Skåne |       | 55.895458, 14.035854 | 10116800420002 | Ladda upp en bild av detta fornminne      |
| Östra Sönnarslöv 43:1                     | Hög                         |              | Östra Sönnarslöv, Skåne |       | 55.899231, 14.038644 | 10116800430001 | Ladda upp en bild av detta fornminne      |
| Östra Sönnarslöv 43:2                     | Stensättning                |              | Östra Sönnarslöv, Skåne |       | 55.899236, 14.038907 | 10116800430002 | Ladda upp en bild av detta fornminne      |
| Östra Sönnarslöv 44:1                     | Hög                         |              | Östra Sönnarslöv, Skåne |       | 55.894826, 14.014273 | 10116800440001 | Ladda upp en bild av detta fornminne      |
| Östra Sönnarslöv 44:2                     | Hällristning                |              | Östra Sönnarslöv, Skåne |       | 55.894826, 14.014273 | 10116800440002 | Ladda upp en bild av detta fornminne      |
| Östra Sönnarslöv 45:1                     | Hög                         |              | Östra Sönnarslöv, Skåne |       | 55.896061, 14.011108 | 10116800450001 | Ladda upp en bild av detta fornminne      |
| Östra Sönnarslöv 45:2                     | Hög                         |              | Östra Sönnarslöv, Skåne |       | 55.895858, 14.011154 | 10116800450002 | Ladda upp en bild av detta fornminne      |
| Östra Sönnarslöv 45:3                     | Stensättning                |              | Östra Sönnarslöv, Skåne |       | 55.896364, 14.010442 | 10116800450003 | Ladda upp en bild av detta fornminne      |
| Östra Sönnarslöv 47:1                     | Hög                         |              | Östra Sönnarslöv, Skåne |       | 55.894107, 14.004400 | 10116800470001 | Ladda upp en bild av detta fornminne      |
| Östra Sönnarslöv 47:3                     | Hällristning                |              | Östra Sönnarslöv, Skåne |       | 55.894037, 14.004990 | 10116800470003 | Ladda upp en bild av detta fornminne      |
| Östra Sönnarslöv 48:1                     | Hög                         |              | Östra Sönnarslöv, Skåne |       | 55.893685, 14.005183 | 10116800480001 | Ladda upp en bild av detta fornminne      |
| Östra Sönnarslöv 48:2                     | Hög                         |              | Östra Sönnarslöv, Skåne |       | 55.893705, 14.005532 | 10116800480002 | Ladda upp en bild av detta fornminne      |
| Östra Sönnarslöv 48:3                     | Hällristning                |              | Östra Sönnarslöv, Skåne |       | 55.893594, 14.005844 | 10116800480003 | Ladda upp en bild av detta fornminne      |
| Östra Sönnarslöv 48:4                     | Hällristning                |              | Östra Sönnarslöv, Skåne |       | 55.893982, 14.005990 | 10116800480004 | Ladda upp en bild av detta fornminne      |
| Östra Sönnarslöv 48:5                     | Hällristning                |              | Östra Sönnarslöv, Skåne |       | 55.894074, 14.005987 | 10116800480005 | Ladda upp en bild av detta fornminne      |
| Östra Sönnarslöv 49:1                     | Hög                         |              | Östra Sönnarslöv, Skåne |       | 55.892576, 14.006483 | 10116800490001 | Ladda upp en bild av detta fornminne      |
| Östra Sönnarslöv 54:1                     | Hög                         |              | Östra Sönnarslöv, Skåne |       | 55.899863, 13.999413 | 10116800540001 | Ladda upp en bild av detta fornminne      |
| Östra Sönnarslöv 54:2                     | Hög                         |              | Östra Sönnarslöv, Skåne |       | 55.900162, 13.999237 | 10116800540002 | Ladda upp en bild av detta fornminne      |
| Östra Sönnarslöv 54:3                     | Hög                         |              | Östra Sönnarslöv, Skåne |       | 55.900399, 13.999655 | 10116800540003 | Ladda upp en bild av detta fornminne      |
| Östra Sönnarslöv 55:1                     | Hög                         |              | Östra Sönnarslöv, Skåne |       | 55.898603, 14.001120 | 10116800550001 | Ladda upp en bild av detta fornminne      |
| Östra Sönnarslöv 56:1                     | Hög                         |              | Östra Sönnarslöv, Skåne |       | 55.898523, 13.999964 | 10116800560001 | Ladda upp en bild av detta fornminne      |
| Östra Sönnarslöv 57:1                     | Hög                         |              | Östra Sönnarslöv, Skåne |       | 55.897517, 14.006113 | 10116800570001 | Ladda upp en bild av detta fornminne      |
| Östra Sönnarslöv 57:2                     | Hällristning                |              | Östra Sönnarslöv, Skåne |       | 55.897515, 14.006088 | 10116800570002 | Ladda upp en bild av detta fornminne      |
| Östra Sönnarslöv 58:1                     | Hög                         |              | Östra Sönnarslöv, Skåne |       | 55.902029, 13.995452 | 10116800580001 | Ladda upp en bild av detta fornminne      |
| Östra Sönnarslöv 59:1                     | Hög                         |              | Östra Sönnarslöv, Skåne |       | 55.908162, 13.995299 | 10116800590001 | Ladda upp en bild av detta fornminne      |
| Östra Sönnarslöv 59:2                     | Stensättning                |              | Östra Sönnarslöv, Skåne |       | 55.908235, 13.995634 | 10116800590002 | Ladda upp en bild av detta fornminne      |
| Östra Sönnarslöv 60:1                     | Hällristning                |              | Östra Sönnarslöv, Skåne |       | 55.909015, 13.995854 | 10116800600001 | Ladda upp en bild av detta fornminne      |
| Östra Sönnarslöv 60:2                     | Stensättning                |              | Östra Sönnarslöv, Skåne |       | 55.908970, 13.995385 | 10116800600002 | Ladda upp en bild av detta fornminne      |
| Östra Sönnarslöv 60:3                     | Stensättning                |              | Östra Sönnarslöv, Skåne |       | 55.908737, 13.995977 | 10116800600003 | Ladda upp en bild av detta fornminne      |
| Östra Sönnarslöv 60:4                     | Hällristning                |              | Östra Sönnarslöv, Skåne |       | 55.909331, 13.995908 | 10116800600004 | Ladda upp en bild av detta fornminne      |
| Östra Sönnarslöv 66:1                     | Hög                         |              | Östra Sönnarslöv, Skåne |       | 55.908099, 13.990358 | 10116800660001 | Ladda upp en bild av detta fornminne      |
| Östra Sönnarslöv 66:2                     | Hällristning                |              | Östra Sönnarslöv, Skåne |       | 55.907805, 13.990469 | 10116800660002 | Ladda upp en bild av detta fornminne      |
| Östra Sönnarslöv 67:1                     | Hög                         |              | Östra Sönnarslöv, Skåne |       | 55.907311, 13.989674 | 10116800670001 | Ladda upp en bild av detta fornminne      |
| Östra Sönnarslöv 68:1                     | Hög                         |              | Östra Sönnarslöv, Skåne |       | 55.906352, 13.990788 | 10116800680001 | Ladda upp en bild av detta fornminne      |
| Östra Sönnarslöv 69:1                     | Hög                         |              | Östra Sönnarslöv, Skåne |       | 55.906537, 13.989885 | 10116800690001 | Ladda upp en bild av detta fornminne      |
| Östra Sönnarslöv 70:1                     | Hög                         |              | Östra Sönnarslöv, Skåne |       | 55.906678, 13.989058 | 10116800700001 | Ladda upp en bild av detta fornminne      |
| Östra Sönnarslöv 71:1                     | Grav markerad av sten/block |              | Östra Sönnarslöv, Skåne |       | 55.908082, 13.972088 | 10116800710001 | Ladda upp en bild av detta fornminne      |
| Östra Sönnarslöv 72:1                     | Hällristning                |              | Östra Sönnarslöv, Skåne |       | 55.906144, 13.970849 | 10116800720001 | Ladda upp en bild av detta fornminne      |
| Östra Sönnarslöv 74:1                     | Stensättning                |              | Östra Sönnarslöv, Skåne |       | 55.880140, 13.996143 | 10116800740001 | Ladda upp en bild av detta fornminne      |
| Östra Sönnarslöv 76:1                     | Stensättning                |              | Östra Sönnarslöv, Skåne |       | 55.878314, 13.997448 | 10116800760001 | Ladda upp en bild av detta fornminne      |
| Östra Sönnarslöv 78:1                     | Röse                        |              | Östra Sönnarslöv, Skåne |       | 55.848338, 14.025625 | 10116800780001 | Ladda upp en bild av detta fornminne      |
| Östra Sönnarslöv 78:2                     | Röse                        |              | Östra Sönnarslöv, Skåne |       | 55.848563, 14.025669 | 10116800780002 | Ladda upp en bild av detta fornminne      |
| Östra Sönnarslöv 79:1                     | Hällristning                |              | Östra Sönnarslöv, Skåne |       | 55.884204, 14.000683 | 10116800790001 | Ladda upp en bild av detta fornminne      |
| Östra Sönnarslöv 79:2                     | Hällristning                |              | Östra Sönnarslöv, Skåne |       | 55.884232, 14.000532 | 10116800790002 | Ladda upp en bild av detta fornminne      |
| Östra Sönnarslöv 80:1                     | Hög                         |              | Östra Sönnarslöv, Skåne |       | 55.883909, 14.002617 | 10116800800001 | Ladda upp en bild av detta fornminne      |
| Östra Sönnarslöv 80:2                     | Stensättning                |              | Östra Sönnarslöv, Skåne |       | 55.883958, 14.002110 | 10116800800002 | Ladda upp en bild av detta fornminne      |
| Östra Sönnarslöv 81:1                     | Hög                         |              | Östra Sönnarslöv, Skåne |       | 55.884750, 14.003100 | 10116800810001 | Ladda upp en bild av detta fornminne      |
| Östra Sönnarslöv 82:1                     | Stensättning                |              | Östra Sönnarslöv, Skåne |       | 55.884994, 14.002277 | 10116800820001 | Ladda upp en bild av detta fornminne      |
| Östra Sönnarslöv 83:1                     | Grav markerad av sten/block |              | Östra Sönnarslöv, Skåne |       | 55.886062, 14.002053 | 10116800830001 | Ladda upp en bild av detta fornminne      |
| Östra Sönnarslöv 84:1                     | Stensättning                |              | Östra Sönnarslöv, Skåne |       | 55.881802, 14.005345 | 10116800840001 | Ladda upp en bild av detta fornminne      |
| Östra Sönnarslöv 84:2                     | Stensättning                |              | Östra Sönnarslöv, Skåne |       | 55.881644, 14.005422 | 10116800840002 | Ladda upp en bild av detta fornminne      |
| Östra Sönnarslöv 85:1                     | Stensättning                |              | Östra Sönnarslöv, Skåne |       | 55.880796, 13.978613 | 10116800850001 | Ladda upp en bild av detta fornminne      |
| Östra Sönnarslöv 85:2                     | Stensättning                |              | Östra Sönnarslöv, Skåne |       | 55.880733, 13.978304 | 10116800850002 | Ladda upp en bild av detta fornminne      |
| Östra Sönnarslöv 87:1                     | Hög                         |              | Östra Sönnarslöv, Skåne |       | 55.891494, 13.993141 | 10116800870001 | Ladda upp en bild av detta fornminne      |
| Östra Sönnarslöv 87:2                     | Hällristning                |              | Östra Sönnarslöv, Skåne |       | 55.891417, 13.993366 | 10116800870002 | Ladda upp en bild av detta fornminne      |
| Östra Sönnarslöv 88:1                     | Hällristning                |              | Östra Sönnarslöv, Skåne |       | 55.895874, 13.990825 | 10116800880001 | Ladda upp en bild av detta fornminne      |
| Östra Sönnarslöv 89:1                     | Grav markerad av sten/block |              | Östra Sönnarslöv, Skåne |       | 55.895306, 13.989139 | 10116800890001 | Ladda upp en bild av detta fornminne      |
| Östra Sönnarslöv 89:2                     | Grav markerad av sten/block |              | Östra Sönnarslöv, Skåne |       | 55.895428, 13.989461 | 10116800890002 | Ladda upp en bild av detta fornminne      |
| Östra Sönnarslöv 89:3                     | Hällristning                |              | Östra Sönnarslöv, Skåne |       | 55.895538, 13.989464 | 10116800890003 | Ladda upp en bild av detta fornminne      |
| Östra Sönnarslöv 92:1                     | Hög                         |              | Östra Sönnarslöv, Skåne |       | 55.888272, 14.002737 | 10116800920001 | Ladda upp en bild av detta fornminne      |
| Östra Sönnarslöv 92:2                     | Hög                         |              | Östra Sönnarslöv, Skåne |       | 55.888161, 14.002485 | 10116800920002 | Ladda upp en bild av detta fornminne      |
| Östra Sönnarslöv 93:2                     | Stensättning                |              | Östra Sönnarslöv, Skåne |       | 55.888713, 13.997089 | 10116800930002 | Ladda upp en bild av detta fornminne      |
| Östra Sönnarslöv 94:1                     | Hög                         |              | Östra Sönnarslöv, Skåne |       | 55.896280, 14.037982 | 10116800940001 | Ladda upp en bild av detta fornminne      |
| Östra Sönnarslöv 95:1                     | Hög                         |              | Östra Sönnarslöv, Skåne |       | 55.895913, 14.002669 | 10116800950001 | Ladda upp en bild av detta fornminne      |
| Östra Sönnarslöv 96:1                     | Hög                         |              | Östra Sönnarslöv, Skåne |       | 55.895255, 14.004552 | 10116800960001 | Ladda upp en bild av detta fornminne      |
| Östra Sönnarslöv 96:2                     | Hög                         |              | Östra Sönnarslöv, Skåne |       | 55.895048, 14.005131 | 10116800960002 | Ladda upp en bild av detta fornminne      |
| Östra Sönnarslöv 96:3                     | Hög                         |              | Östra Sönnarslöv, Skåne |       | 55.894900, 14.004511 | 10116800960003 | Ladda upp en bild av detta fornminne      |
| Östra Sönnarslöv 105:1                    | Hög                         |              | Östra Sönnarslöv, Skåne |       | 55.881752, 14.000818 | 10116801050001 | Ladda upp en bild av detta fornminne      |
| Östra Sönnarslöv 108:1                    | Hög                         |              | Östra Sönnarslöv, Skåne |       | 55.885612, 14.000394 | 10116801080001 | Ladda upp en bild av detta fornminne      |
| Östra Sönnarslöv 108:2                    | Stensättning                |              | Östra Sönnarslöv, Skåne |       | 55.885508, 14.000629 | 10116801080002 | Ladda upp en bild av detta fornminne      |
| Östra Sönnarslöv 109:1                    | Stensättning                |              | Östra Sönnarslöv, Skåne |       | 55.883204, 14.001137 | 10116801090001 | Ladda upp en bild av detta fornminne      |
| Östra Sönnarslöv 111:1                    | Hällristning                |              | Östra Sönnarslöv, Skåne |       | 55.887143, 13.998187 | 10116801110001 | Ladda upp en bild av detta fornminne      |
| Östra Sönnarslöv 112:1                    | Hällristning                |              | Östra Sönnarslöv, Skåne |       | 55.906278, 13.971868 | 10116801120001 | Ladda upp en bild av detta fornminne      |
| Östra Sönnarslöv 119:1                    | Hällristning                |              | Östra Sönnarslöv, Skåne |       | 55.904387, 13.985867 | 10116801190001 | Ladda upp en bild av detta fornminne      |
| Östra Sönnarslöv 119:2                    | Hällristning                |              | Östra Sönnarslöv, Skåne |       | 55.904531, 13.985929 | 10116801190002 | Ladda upp en bild av detta fornminne      |
| Östra Sönnarslöv 123:1                    | Stensättning                |              | Östra Sönnarslöv, Skåne |       | 55.882959, 13.996399 | 10116801230001 | Ladda upp en bild av detta fornminne      |
| Östra Sönnarslöv 126:1                    | Hällristning                |              | Östra Sönnarslöv, Skåne |       | 55.883062, 13.982083 | 10116801260001 | Ladda upp en bild av detta fornminne      |
| Östra Sönnarslöv 135:1                    | Hällristning                |              | Östra Sönnarslöv, Skåne |       | 55.897108, 14.006235 | 10116801350001 | Ladda upp en bild av detta fornminne      |
| Östra Sönnarslöv 136:1                    | Stensättning                |              | Östra Sönnarslöv, Skåne |       | 55.898435, 14.005443 | 10116801360001 | Ladda upp en bild av detta fornminne      |
| Östra Sönnarslöv 137:1                    | Stensättning                |              | Östra Sönnarslöv, Skåne |       | 55.899246, 14.004509 | 10116801370001 | Ladda upp en bild av detta fornminne      |
| Östra Sönnarslöv 139:1                    | Gravfält                    |              | Östra Sönnarslöv, Skåne |       | 55.900218, 14.001787 | 10116801390001 | Ladda upp en bild av detta fornminne      |
| Östra Sönnarslöv 141:1                    | Hällristning                |              | Östra Sönnarslöv, Skåne |       | 55.906119, 14.011963 | 10116801410001 | Ladda upp en bild av detta fornminne      |
| Östra Sönnarslöv 142:1                    | Stensättning                |              | Östra Sönnarslöv, Skåne |       | 55.905837, 14.013065 | 10116801420001 | Ladda upp en bild av detta fornminne      |
| Östra Sönnarslöv 143:1                    | Hällristning                |              | Östra Sönnarslöv, Skåne |       | 55.908703, 14.006326 | 10116801430001 | Ladda upp en bild av detta fornminne      |
| Östra Sönnarslöv 147:1                    | Stensättning                |              | Östra Sönnarslöv, Skåne |       | 55.903169, 14.032049 | 10116801470001 | Ladda upp en bild av detta fornminne      |
| Östra Sönnarslöv 147:2                    | Hög                         |              | Östra Sönnarslöv, Skåne |       | 55.902943, 14.032051 | 10116801470002 | Ladda upp en bild av detta fornminne      |
| Östra Sönnarslöv 148:1                    | Hög                         |              | Östra Sönnarslöv, Skåne |       | 55.903754, 14.034821 | 10116801480001 | Ladda upp en bild av detta fornminne      |
| Östra Sönnarslöv 148:2                    | Stensättning                |              | Östra Sönnarslöv, Skåne |       | 55.903643, 14.034606 | 10116801480002 | Ladda upp en bild av detta fornminne      |
| Östra Sönnarslöv 149:1                    | Hällristning                |              | Östra Sönnarslöv, Skåne |       | 55.904507, 14.035448 | 10116801490001 | Ladda upp en bild av detta fornminne      |
| Östra Sönnarslöv 150:1                    | Hällristning                |              | Östra Sönnarslöv, Skåne |       | 55.907599, 14.036008 | 10116801500001 | Ladda upp en bild av detta fornminne      |
| Östra Sönnarslöv 151:1                    | Stensättning                |              | Östra Sönnarslöv, Skåne |       | 55.907869, 14.034360 | 10116801510001 | Ladda upp en bild av detta fornminne      |
| Östra Sönnarslöv 151:2                    | Stensättning                |              | Östra Sönnarslöv, Skåne |       | 55.907774, 14.034011 | 10116801510002 | Ladda upp en bild av detta fornminne      |
| Östra Sönnarslöv 152:1                    | Stensättning                |              | Östra Sönnarslöv, Skåne |       | 55.908144, 14.033059 | 10116801520001 | Ladda upp en bild av detta fornminne      |
| Östra Sönnarslöv 153:1                    | Hällristning                |              | Östra Sönnarslöv, Skåne |       | 55.903763, 14.043603 | 10116801530001 | Ladda upp en bild av detta fornminne      |
| Östra Sönnarslöv 155:1                    | Hällristning                |              | Östra Sönnarslöv, Skåne |       | 55.907939, 14.040271 | 10116801550001 | Ladda upp en bild av detta fornminne      |
| Östra Sönnarslöv 156:1                    | Gravfält                    |              | Östra Sönnarslöv, Skåne |       | 55.901553, 14.039638 | 10116801560001 | Ladda upp en bild av detta fornminne      |
| Östra Sönnarslöv 157:1                    | Hällristning                |              | Östra Sönnarslöv, Skåne |       | 55.901673, 14.036291 | 10116801570001 | Ladda upp en bild av detta fornminne      |
| Östra Sönnarslöv 158:1                    | Stensättning                |              | Östra Sönnarslöv, Skåne |       | 55.901041, 14.037909 | 10116801580001 | Ladda upp en bild av detta fornminne      |
| Östra Sönnarslöv 158:2                    | Stensättning                |              | Östra Sönnarslöv, Skåne |       | 55.901167, 14.037584 | 10116801580002 | Ladda upp en bild av detta fornminne      |
| Östra Sönnarslöv 160:1                    | Hällristning                |              | Östra Sönnarslöv, Skåne |       | 55.850515, 14.063308 | 10116801600001 | Ladda upp en bild av detta fornminne      |
| Östra Sönnarslöv 161:1                    | Hällristning                |              | Östra Sönnarslöv, Skåne |       | 55.849948, 14.063342 | 10116801610001 | Ladda upp en bild av detta fornminne      |
| Östra Sönnarslöv 164:1                    | Hällristning                |              | Östra Sönnarslöv, Skåne |       | 55.854857, 14.056650 | 10116801640001 | Ladda upp en bild av detta fornminne      |
| Östra Sönnarslöv 166:1                    | Stensättning                |              | Östra Sönnarslöv, Skåne |       | 55.855039, 14.054430 | 10116801660001 | Ladda upp en bild av detta fornminne      |
| Östra Sönnarslöv 167:1                    | Röse                        |              | Östra Sönnarslöv, Skåne |       | 55.855536, 14.053103 | 10116801670001 | Ladda upp en bild av detta fornminne      |
| Östra Sönnarslöv 167:2                    | Stensättning                |              | Östra Sönnarslöv, Skåne |       | 55.855715, 14.052783 | 10116801670002 | Ladda upp en bild av detta fornminne      |
| Östra Sönnarslöv 168:1                    | Hällristning                |              | Östra Sönnarslöv, Skåne |       | 55.855067, 14.052227 | 10116801680001 | Ladda upp en bild av detta fornminne      |
| Östra Sönnarslöv 169:1                    | Stensättning                |              | Östra Sönnarslöv, Skåne |       | 55.854239, 14.051433 | 10116801690001 | Ladda upp en bild av detta fornminne      |
| Östra Sönnarslöv 170:1                    | Stensättning                |              | Östra Sönnarslöv, Skåne |       | 55.852919, 14.051324 | 10116801700001 | Ladda upp en bild av detta fornminne      |
| Östra Sönnarslöv 170:2                    | Stensättning                |              | Östra Sönnarslöv, Skåne |       | 55.853169, 14.051613 | 10116801700002 | Ladda upp en bild av detta fornminne      |
| Östra Sönnarslöv 171:1                    | Stensättning                |              | Östra Sönnarslöv, Skåne |       | 55.856745, 14.056435 | 10116801710001 | Ladda upp en bild av detta fornminne      |
| Östra Sönnarslöv 173:1                    | Hällristning                |              | Östra Sönnarslöv, Skåne |       | 55.871650, 14.064154 | 10116801730001 | Ladda upp en bild av detta fornminne      |
| Östra Sönnarslöv 175:1                    | Hällristning                |              | Östra Sönnarslöv, Skåne |       | 55.858890, 14.054351 | 10116801750001 | Ladda upp en bild av detta fornminne      |
| Östra Sönnarslöv 176:1                    | Hällristning                |              | Östra Sönnarslöv, Skåne |       | 55.855621, 14.063129 | 10116801760001 | Ladda upp en bild av detta fornminne      |
| Östra Sönnarslöv 177:1                    | Hällristning                |              | Östra Sönnarslöv, Skåne |       | 55.854885, 14.064281 | 10116801770001 | Ladda upp en bild av detta fornminne      |
| Östra Sönnarslöv 179:1                    | Stensättning                |              | Östra Sönnarslöv, Skåne |       | 55.842650, 14.057354 | 10116801790001 | Ladda upp en bild av detta fornminne      |
| Östra Sönnarslöv 180:1                    | Stensättning                |              | Östra Sönnarslöv, Skåne |       | 55.843870, 14.062105 | 10116801800001 | Ladda upp en bild av detta fornminne      |
| Östra Sönnarslöv 181:1                    | Hög                         |              | Östra Sönnarslöv, Skåne |       | 55.861108, 14.052394 | 10116801810001 | Ladda upp en bild av detta fornminne      |
| Östra Sönnarslöv 183:1                    | Hällristning                |              | Östra Sönnarslöv, Skåne |       | 55.859504, 14.049798 | 10116801830001 | Ladda upp en bild av detta fornminne      |
| Östra Sönnarslöv 184:2                    | Hällristning                |              | Östra Sönnarslöv, Skåne |       | 55.858128, 14.049341 | 10116801840002 | Ladda upp en bild av detta fornminne      |
| Östra Sönnarslöv 184:3                    | Hällristning                |              | Östra Sönnarslöv, Skåne |       | 55.857958, 14.049373 | 10116801840003 | Ladda upp en bild av detta fornminne      |
| Östra Sönnarslöv 187:1                    | Hällristning                |              | Östra Sönnarslöv, Skåne |       | 55.856545, 14.047588 | 10116801870001 | Ladda upp en bild av detta fornminne      |
| Östra Sönnarslöv 188:1                    | Gravfält                    |              | Östra Sönnarslöv, Skåne |       | 55.855978, 14.047044 | 10116801880001 | Ladda upp en bild av detta fornminne      |
| Östra Sönnarslöv 190:2                    | Hällristning                |              | Östra Sönnarslöv, Skåne |       | 55.855163, 14.046029 | 10116801900002 | Ladda upp en bild av detta fornminne      |
| Östra Sönnarslöv 191:1                    | Hög                         |              | Östra Sönnarslöv, Skåne |       | 55.862360, 14.056819 | 10116801910001 | Ladda upp en bild av detta fornminne      |
| Östra Sönnarslöv 193:1                    | Hällristning                |              | Östra Sönnarslöv, Skåne |       | 55.855828, 14.045969 | 10116801930001 | Ladda upp en bild av detta fornminne      |
| Östra Sönnarslöv 194:1                    | Stensättning                |              | Östra Sönnarslöv, Skåne |       | 55.851800, 14.045601 | 10116801940001 | Ladda upp en bild av detta fornminne      |
| Östra Sönnarslöv 194:2                    | Stensättning                |              | Östra Sönnarslöv, Skåne |       | 55.851513, 14.045589 | 10116801940002 | Ladda upp en bild av detta fornminne      |
| Östra Sönnarslöv 195:1                    | Hög                         |              | Östra Sönnarslöv, Skåne |       | 55.851497, 14.044025 | 10116801950001 | Ladda upp en bild av detta fornminne      |
| Östra Sönnarslöv 196:1                    | Stensättning                |              | Östra Sönnarslöv, Skåne |       | 55.850300, 14.041618 | 10116801960001 | Ladda upp en bild av detta fornminne      |
| Östra Sönnarslöv 196:2                    | Stensättning                |              | Östra Sönnarslöv, Skåne |       | 55.850144, 14.040934 | 10116801960002 | Ladda upp en bild av detta fornminne      |
| Östra Sönnarslöv 196:3                    | Stensättning                |              | Östra Sönnarslöv, Skåne |       | 55.849885, 14.041401 | 10116801960003 | Ladda upp en bild av detta fornminne      |
| Östra Sönnarslöv 197:1                    | Stensättning                |              | Östra Sönnarslöv, Skåne |       | 55.849242, 14.042161 | 10116801970001 | Ladda upp en bild av detta fornminne      |
| Östra Sönnarslöv 197:2                    | Stensättning                |              | Östra Sönnarslöv, Skåne |       | 55.849071, 14.042131 | 10116801970002 | Ladda upp en bild av detta fornminne      |
| Östra Sönnarslöv 198:1                    | Stensättning                |              | Östra Sönnarslöv, Skåne |       | 55.856462, 14.041172 | 10116801980001 | Ladda upp en bild av detta fornminne      |
| Maglastensrör (Östra Sönnarslöv 200:1)    | Röse                        |              | Östra Sönnarslöv, Skåne |       | 55.846101, 14.045020 | 10116802000001 | Ladda upp en bild av detta fornminne      |
| Östra Sönnarslöv 201:1                    | Gravfält                    |              | Östra Sönnarslöv, Skåne |       | 55.847562, 14.045311 | 10116802010001 | Ladda upp en bild av detta fornminne      |
| Östra Sönnarslöv 202:1                    | Stensättning                |              | Östra Sönnarslöv, Skåne |       | 55.847671, 14.046541 | 10116802020001 | Ladda upp en bild av detta fornminne      |
| Östra Sönnarslöv 204:1                    | Stensättning                |              | Östra Sönnarslöv, Skåne |       | 55.848318, 14.042558 | 10116802040001 | Ladda upp en bild av detta fornminne      |
| Östra Sönnarslöv 205:1                    | Stensättning                |              | Östra Sönnarslöv, Skåne |       | 55.848016, 14.039450 | 10116802050001 | Ladda upp en bild av detta fornminne      |
| Östra Sönnarslöv 206:1                    | Stensättning                |              | Östra Sönnarslöv, Skåne |       | 55.846561, 14.039536 | 10116802060001 | Ladda upp en bild av detta fornminne      |
| Östra Sönnarslöv 207:1                    | Stensättning                |              | Östra Sönnarslöv, Skåne |       | 55.846682, 14.042391 | 10116802070001 | Ladda upp en bild av detta fornminne      |
| Östra Sönnarslöv 207:2                    | Stensättning                |              | Östra Sönnarslöv, Skåne |       | 55.846672, 14.042056 | 10116802070002 | Ladda upp en bild av detta fornminne      |
| Östra Sönnarslöv 207:3                    | Stensättning                |              | Östra Sönnarslöv, Skåne |       | 55.846804, 14.041639 | 10116802070003 | Ladda upp en bild av detta fornminne      |
| Östra Sönnarslöv 209:1                    | Stensättning                |              | Östra Sönnarslöv, Skåne |       | 55.845607, 14.041243 | 10116802090001 | Ladda upp en bild av detta fornminne      |
| Östra Sönnarslöv 210:1                    | Stensättning                |              | Östra Sönnarslöv, Skåne |       | 55.846584, 14.036695 | 10116802100001 | Ladda upp en bild av detta fornminne      |
| Östra Sönnarslöv 211:1                    | Stensättning                |              | Östra Sönnarslöv, Skåne |       | 55.847165, 14.030367 | 10116802110001 | Ladda upp en bild av detta fornminne      |
| Östra Sönnarslöv 212:1                    | Stensättning                |              | Östra Sönnarslöv, Skåne |       | 55.848416, 14.030810 | 10116802120001 | Ladda upp en bild av detta fornminne      |
| Östra Sönnarslöv 213:1                    | Stensättning                |              | Östra Sönnarslöv, Skåne |       | 55.848211, 14.029154 | 10116802130001 | Ladda upp en bild av detta fornminne      |
| Östra Sönnarslöv 213:2                    | Stensättning                |              | Östra Sönnarslöv, Skåne |       | 55.847978, 14.029285 | 10116802130002 | Ladda upp en bild av detta fornminne      |
| Östra Sönnarslöv 214:1                    | Stensättning                |              | Östra Sönnarslöv, Skåne |       | 55.849425, 14.035167 | 10116802140001 | Ladda upp en bild av detta fornminne      |
| Östra Sönnarslöv 216:1                    | Stensättning                |              | Östra Sönnarslöv, Skåne |       | 55.847821, 14.037985 | 10116802160001 | Ladda upp en bild av detta fornminne      |
| Östra Sönnarslöv 217:1                    | Stensättning                |              | Östra Sönnarslöv, Skåne |       | 55.848043, 14.041429 | 10116802170001 | Ladda upp en bild av detta fornminne      |
| Östra Sönnarslöv 217:2                    | Stensättning                |              | Östra Sönnarslöv, Skåne |       | 55.847782, 14.041273 | 10116802170002 | Ladda upp en bild av detta fornminne      |
| Östra Sönnarslöv 218:1                    | Gravfält                    |              | Östra Sönnarslöv, Skåne |       | 55.847991, 14.035817 | 10116802180001 | Ladda upp en bild av detta fornminne      |
| Östra Sönnarslöv 223:1                    | Hällristning                |              | Östra Sönnarslöv, Skåne |       | 55.845301, 14.063089 | 10116802230001 | Ladda upp en bild av detta fornminne      |
| Östra Sönnarslöv 226:1                    | Stensättning                |              | Östra Sönnarslöv, Skåne |       | 55.857579, 14.040690 | 10116802260001 | Ladda upp en bild av detta fornminne      |
| Östra Sönnarslöv 226:2                    | Hällristning                |              | Östra Sönnarslöv, Skåne |       | 55.858167, 14.040715 | 10116802260002 | Ladda upp en bild av detta fornminne      |
| Östra Sönnarslöv 227:1                    | Stensättning                |              | Östra Sönnarslöv, Skåne |       | 55.858966, 14.038787 | 10116802270001 | Ladda upp en bild av detta fornminne      |
| Östra Sönnarslöv 227:2                    | Hällristning                |              | Östra Sönnarslöv, Skåne |       | 55.858679, 14.038760 | 10116802270002 | Ladda upp en bild av detta fornminne      |
| Östra Sönnarslöv 228:1                    | Stensättning                |              | Östra Sönnarslöv, Skåne |       | 55.857531, 14.044303 | 10116802280001 | Ladda upp en bild av detta fornminne      |
| Östra Sönnarslöv 228:2                    | Hällristning                |              | Östra Sönnarslöv, Skåne |       | 55.857583, 14.044795 | 10116802280002 | Ladda upp en bild av detta fornminne      |
| Östra Sönnarslöv 231:1                    | Hällristning                |              | Östra Sönnarslöv, Skåne |       | 55.869182, 14.067644 | 10116802310001 | Ladda upp en bild av detta fornminne      |
| Östra Sönnarslöv 232:1                    | Stensättning                |              | Östra Sönnarslöv, Skåne |       | 55.870033, 14.076888 | 10116802320001 | Ladda upp en bild av detta fornminne      |
| Östra Sönnarslöv 233:1                    | Hög                         |              | Östra Sönnarslöv, Skåne |       | 55.866857, 14.070064 | 10116802330001 | Ladda upp en bild av detta fornminne      |
| Östra Sönnarslöv 233:2                    | Stensättning                |              | Östra Sönnarslöv, Skåne |       | 55.867423, 14.069599 | 10116802330002 | Ladda upp en bild av detta fornminne      |
| Östra Sönnarslöv 235:1                    | Hög                         |              | Östra Sönnarslöv, Skåne |       | 55.862649, 14.043512 | 10116802350001 | Ladda upp en bild av detta fornminne      |
| Östra Sönnarslöv 236:1                    | Stensättning                |              | Östra Sönnarslöv, Skåne |       | 55.860869, 14.034512 | 10116802360001 | Ladda upp en bild av detta fornminne      |
| Östra Sönnarslöv 237:1                    | Hög                         |              | Östra Sönnarslöv, Skåne |       | 55.858837, 14.032750 | 10116802370001 | Ladda upp en bild av detta fornminne      |
| Östra Sönnarslöv 238:1                    | Hög                         |              | Östra Sönnarslöv, Skåne |       | 55.858012, 14.034331 | 10116802380001 | Ladda upp en bild av detta fornminne      |
| Östra Sönnarslöv 239:1                    | Röse                        |              | Östra Sönnarslöv, Skåne |       | 55.862505, 14.026871 | 10116802390001 | Ladda upp en bild av detta fornminne      |
| Östra Sönnarslöv 246:1                    | Stensättning                |              | Östra Sönnarslöv, Skåne |       | 55.854337, 14.015427 | 10116802460001 | Ladda upp en bild av detta fornminne      |
| Östra Sönnarslöv 246:2                    | Stensättning                |              | Östra Sönnarslöv, Skåne |       | 55.854182, 14.015110 | 10116802460002 | Ladda upp en bild av detta fornminne      |
| Östra Sönnarslöv 247:1                    | Stensättning                |              | Östra Sönnarslöv, Skåne |       | 55.843534, 14.066655 | 10116802470001 | Ladda upp en bild av detta fornminne      |
| Östra Sönnarslöv 247:2                    | Stensättning                |              | Östra Sönnarslöv, Skåne |       | 55.843621, 14.066609 | 10116802470002 | Ladda upp en bild av detta fornminne      |
| Östra Sönnarslöv 248:1                    | Stensättning                |              | Östra Sönnarslöv, Skåne |       | 55.842787, 14.066195 | 10116802480001 | Ladda upp en bild av detta fornminne      |
| Östra Sönnarslöv 249:1                    | Stensättning                |              | Östra Sönnarslöv, Skåne |       | 55.842177, 14.066915 | 10116802490001 | Ladda upp en bild av detta fornminne      |
| Östra Sönnarslöv 249:2                    | Stensättning                |              | Östra Sönnarslöv, Skåne |       | 55.842123, 14.066692 | 10116802490002 | Ladda upp en bild av detta fornminne      |
| Östra Sönnarslöv 249:3                    | Stensättning                |              | Östra Sönnarslöv, Skåne |       | 55.842042, 14.066533 | 10116802490003 | Ladda upp en bild av detta fornminne      |
| Östra Sönnarslöv 250:1                    | Stensättning                |              | Östra Sönnarslöv, Skåne |       | 55.841738, 14.068369 | 10116802500001 | Ladda upp en bild av detta fornminne      |
| Östra Sönnarslöv 250:2                    | Stensättning                |              | Östra Sönnarslöv, Skåne |       | 55.841541, 14.068418 | 10116802500002 | Ladda upp en bild av detta fornminne      |
| Östra Sönnarslöv 250:3                    | Stensättning                |              | Östra Sönnarslöv, Skåne |       | 55.841603, 14.068162 | 10116802500003 | Ladda upp en bild av detta fornminne      |
| Östra Sönnarslöv 251:1                    | Stensättning                |              | Östra Sönnarslöv, Skåne |       | 55.841071, 14.066808 | 10116802510001 | Ladda upp en bild av detta fornminne      |
| Östra Sönnarslöv 251:2                    | Stensättning                |              | Östra Sönnarslöv, Skåne |       | 55.841358, 14.065929 | 10116802510002 | Ladda upp en bild av detta fornminne      |
| Östra Sönnarslöv 251:3                    | Hällristning                |              | Östra Sönnarslöv, Skåne |       | 55.840730, 14.067463 | 10116802510003 | Ladda upp en bild av detta fornminne      |
| Östra Sönnarslöv 253:1                    | Stensättning                |              | Östra Sönnarslöv, Skåne |       | 55.845560, 14.025301 | 10116802530001 | Ladda upp en bild av detta fornminne      |
| Östra Sönnarslöv 253:2                    | Stensättning                |              | Östra Sönnarslöv, Skåne |       | 55.845484, 14.026312 | 10116802530002 | Ladda upp en bild av detta fornminne      |
| Östra Sönnarslöv 253:3                    | Stensättning                |              | Östra Sönnarslöv, Skåne |       | 55.845523, 14.026897 | 10116802530003 | Ladda upp en bild av detta fornminne      |
| Östra Sönnarslöv 253:4                    | Röse                        |              | Östra Sönnarslöv, Skåne |       | 55.845551, 14.027152 | 10116802530004 | Ladda upp en bild av detta fornminne      |
| Östra Sönnarslöv 254:1                    | Röse                        |              | Östra Sönnarslöv, Skåne |       | 55.846616, 14.026194 | 10116802540001 | Ladda upp en bild av detta fornminne      |
| Östra Sönnarslöv 257:1                    | Stensättning                |              | Östra Sönnarslöv, Skåne |       | 55.846775, 14.023766 | 10116802570001 | Ladda upp en bild av detta fornminne      |
| Östra Sönnarslöv 266:1                    | Stensättning                |              | Östra Sönnarslöv, Skåne |       | 55.881248, 14.031879 | 10116802660001 | Ladda upp en bild av detta fornminne      |
| Östra Sönnarslöv 269:1                    | Stensättning                |              | Östra Sönnarslöv, Skåne |       | 55.873501, 14.017731 | 10116802690001 | Ladda upp en bild av detta fornminne      |
| Östra Sönnarslöv 270:1                    | Stensättning                |              | Östra Sönnarslöv, Skåne |       | 55.871782, 14.021275 | 10116802700001 | Ladda upp en bild av detta fornminne      |
| Östra Sönnarslöv 273:1                    | Stensättning                |              | Östra Sönnarslöv, Skåne |       | 55.866590, 14.016732 | 10116802730001 | Ladda upp en bild av detta fornminne      |
| Östra Sönnarslöv 273:2                    | Stensättning                |              | Östra Sönnarslöv, Skåne |       | 55.866716, 14.016826 | 10116802730002 | Ladda upp en bild av detta fornminne      |
| Östra Sönnarslöv 273:3                    | Stensättning                |              | Östra Sönnarslöv, Skåne |       | 55.866606, 14.016444 | 10116802730003 | Ladda upp en bild av detta fornminne      |
| Östra Sönnarslöv 273:4                    | Stensättning                |              | Östra Sönnarslöv, Skåne |       | 55.866751, 14.016586 | 10116802730004 | Ladda upp en bild av detta fornminne      |
| Östra Sönnarslöv 276:1                    | Hällristning                |              | Östra Sönnarslöv, Skåne |       | 55.904902, 13.988562 | 10116802760001 | Ladda upp en bild av detta fornminne      |
| Östra Sönnarslöv 277:1                    | Hällristning                |              | Östra Sönnarslöv, Skåne |       | 55.907677, 13.997272 | 10116802770001 | Ladda upp en bild av detta fornminne      |
| Östra Sönnarslöv 278:1                    | Gravfält                    |              | Östra Sönnarslöv, Skåne |       | 55.908383, 14.000340 | 10116802780001 | Ladda upp en bild av detta fornminne      |
| Östra Sönnarslöv 278:2                    | Hällristning                |              | Östra Sönnarslöv, Skåne |       | 55.908719, 14.000673 | 10116802780002 | Ladda upp en bild av detta fornminne      |
| Östra Sönnarslöv 285:1                    | Hög                         |              | Östra Sönnarslöv, Skåne |       | 55.889356, 14.008844 | 10116802850001 | Ladda upp en bild av detta fornminne      |
| Östra Sönnarslöv 287:1                    | Stensättning                |              | Östra Sönnarslöv, Skåne |       | 55.892789, 14.010191 | 10116802870001 | Ladda upp en bild av detta fornminne      |
| Östra Sönnarslöv 287:2                    | Stensättning                |              | Östra Sönnarslöv, Skåne |       | 55.892505, 14.010946 | 10116802870002 | Ladda upp en bild av detta fornminne      |
| Östra Sönnarslöv 287:3                    | Stensättning                |              | Östra Sönnarslöv, Skåne |       | 55.892668, 14.010744 | 10116802870003 | Ladda upp en bild av detta fornminne      |
| Östra Sönnarslöv 288:1                    | Hög                         |              | Östra Sönnarslöv, Skåne |       | 55.894559, 14.000901 | 10116802880001 | Ladda upp en bild av detta fornminne      |
| Östra Sönnarslöv 290:1                    | Hällristning                |              | Östra Sönnarslöv, Skåne |       | 55.896875, 13.997953 | 10116802900001 | Ladda upp en bild av detta fornminne      |
| Östra Sönnarslöv 294:1                    | Hällristning                |              | Östra Sönnarslöv, Skåne |       | 55.898439, 13.990753 | 10116802940001 | Ladda upp en bild av detta fornminne      |
| Östra Sönnarslöv 295:1                    | Stensättning                |              | Östra Sönnarslöv, Skåne |       | 55.897082, 13.989222 | 10116802950001 | Ladda upp en bild av detta fornminne      |
| Östra Sönnarslöv 295:2                    | Hällristning                |              | Östra Sönnarslöv, Skåne |       | 55.897154, 13.989389 | 10116802950002 | Ladda upp en bild av detta fornminne      |
| Östra Sönnarslöv 298:1                    | Hög                         |              | Östra Sönnarslöv, Skåne |       | 55.898664, 13.987521 | 10116802980001 | Ladda upp en bild av detta fornminne      |
| Östra Sönnarslöv 302:2                    | Stensättning                |              | Östra Sönnarslöv, Skåne |       | 55.896086, 13.982825 | 10116803020002 | Ladda upp en bild av detta fornminne      |
| Östra Sönnarslöv 304:1                    | Stenkrets                   |              | Östra Sönnarslöv, Skåne |       | 55.892729, 13.982356 | 10116803040001 | Ladda upp en bild av detta fornminne      |
| Östra Sönnarslöv 304:2                    | Grav markerad av sten/block |              | Östra Sönnarslöv, Skåne |       | 55.892775, 13.982531 | 10116803040002 | Ladda upp en bild av detta fornminne      |
| Östra Sönnarslöv 304:3                    | Grav markerad av sten/block |              | Östra Sönnarslöv, Skåne |       | 55.892833, 13.982311 | 10116803040003 | Ladda upp en bild av detta fornminne      |
| Östra Sönnarslöv 305:1                    | Stensättning                |              | Östra Sönnarslöv, Skåne |       | 55.882603, 14.007014 | 10116803050001 | Ladda upp en bild av detta fornminne      |
| Östra Sönnarslöv 307:1                    | Hög                         |              | Östra Sönnarslöv, Skåne |       | 55.894719, 13.986109 | 10116803070001 | Ladda upp en bild av detta fornminne      |
| Östra Sönnarslöv 309:1                    | Hällristning                |              | Östra Sönnarslöv, Skåne |       | 55.894953, 13.988343 | 10116803090001 | Ladda upp en bild av detta fornminne      |
| Östra Sönnarslöv 310:1                    | Hög                         |              | Östra Sönnarslöv, Skåne |       | 55.889516, 13.988961 | 10116803100001 | Ladda upp en bild av detta fornminne      |
| Östra Sönnarslöv 312:1                    | Hällristning                |              | Östra Sönnarslöv, Skåne |       | 55.889612, 13.997413 | 10116803120001 | Ladda upp en bild av detta fornminne      |
| Östra Sönnarslöv 313:1                    | Stensättning                |              | Östra Sönnarslöv, Skåne |       | 55.889993, 13.995655 | 10116803130001 | Ladda upp en bild av detta fornminne      |
| Östra Sönnarslöv 314:1                    | Stensättning                |              | Östra Sönnarslöv, Skåne |       | 55.890797, 13.995463 | 10116803140001 | Ladda upp en bild av detta fornminne      |
| Östra Sönnarslöv 315:1                    | Hög                         |              | Östra Sönnarslöv, Skåne |       | 55.892761, 13.989168 | 10116803150001 | Ladda upp en bild av detta fornminne      |
| Östra Sönnarslöv 318:1                    | Stensättning                |              | Östra Sönnarslöv, Skåne |       | 55.860642, 13.973532 | 10116803180001 | Ladda upp en bild av detta fornminne      |
| Östra Sönnarslöv 319:1                    | Stensättning                |              | Östra Sönnarslöv, Skåne |       | 55.862966, 13.962381 | 10116803190001 | Ladda upp en bild av detta fornminne      |
| Östra Sönnarslöv 322:1                    | Röse                        |              | Östra Sönnarslöv, Skåne |       | 55.872163, 13.978700 | 10116803220001 | Ladda upp en bild av detta fornminne      |
| Hålahög (Östra Sönnarslöv 323:1)          | Hög                         |              | Östra Sönnarslöv, Skåne |       | 55.879119, 14.052951 | 10116803230001 | Ladda upp en bild av detta fornminne      |
| Östra Sönnarslöv 324:1                    | Hällristning                |              | Östra Sönnarslöv, Skåne |       | 55.877108, 14.051925 | 10116803240001 | Ladda upp en bild av detta fornminne      |
| Östra Sönnarslöv 327:1                    | Stensättning                |              | Östra Sönnarslöv, Skåne |       | 55.899230, 14.022126 | 10116803270001 | Ladda upp en bild av detta fornminne      |
| Östra Sönnarslöv 331:1                    | Hög                         |              | Östra Sönnarslöv, Skåne |       | 55.870827, 14.025899 | 10116803310001 | Ladda upp en bild av detta fornminne      |
| Östra Sönnarslöv 332:1                    | Stensättning                |              | Östra Sönnarslöv, Skåne |       | 55.869543, 14.023567 | 10116803320001 | Ladda upp en bild av detta fornminne      |
| Östra Sönnarslöv 334:1                    | Stensättning                |              | Östra Sönnarslöv, Skåne |       | 55.867112, 14.024452 | 10116803340001 | Ladda upp en bild av detta fornminne      |
| Kung Bures backe (Östra Sönnarslöv 335:1) | Stensättning                |              | Östra Sönnarslöv, Skåne |       | 55.866483, 14.025327 | 10116803350001 | Ladda upp en bild av detta fornminne      |
| Östra Sönnarslöv 336:1                    | Stensättning                |              | Östra Sönnarslöv, Skåne |       | 55.865828, 14.028341 | 10116803360001 | Ladda upp en bild av detta fornminne      |
| Tobbe rör (Östra Sönnarslöv 338:1)        | Stensättning                |              | Östra Sönnarslöv, Skåne |       | 55.876303, 13.971991 | 10116803380001 | Ladda upp en bild av detta fornminne      |
| Östra Sönnarslöv 340:1                    | Hällristning                |              | Östra Sönnarslöv, Skåne |       | 55.891031, 14.045634 | 10116803400001 | Ladda upp en bild av detta fornminne      |
| Östra Sönnarslöv 341:1                    | Hällristning                |              | Östra Sönnarslöv, Skåne |       | 55.890721, 14.046820 | 10116803410001 | Ladda upp en bild av detta fornminne      |
| Östra Sönnarslöv 341:2                    | Hällristning                |              | Östra Sönnarslöv, Skåne |       | 55.890814, 14.047351 | 10116803410002 | Ladda upp en bild av detta fornminne      |
| Östra Sönnarslöv 342:1                    | Hällristning                |              | Östra Sönnarslöv, Skåne |       | 55.887969, 14.046281 | 10116803420001 | Ladda upp en bild av detta fornminne      |
| Östra Sönnarslöv 343:1                    | Hällristning                |              | Östra Sönnarslöv, Skåne |       | 55.890221, 14.047572 | 10116803430001 | Ladda upp en bild av detta fornminne      |
| Östra Sönnarslöv 344:1                    | Hällristning                |              | Östra Sönnarslöv, Skåne |       | 55.889203, 14.050253 | 10116803440001 | Ladda upp en bild av detta fornminne      |
| Korrehög (Östra Sönnarslöv 350:2)         | Stensättning                |              | Östra Sönnarslöv, Skåne |       | 55.876723, 14.072518 | 10116803500002 | Ladda upp en bild av detta fornminne      |
| Östra Sönnarslöv 351:1                    | Hällristning                |              | Östra Sönnarslöv, Skåne |       | 55.872144, 14.063597 | 10116803510001 | Ladda upp en bild av detta fornminne      |
| Östra Sönnarslöv 352:1                    | Hällristning                |              | Östra Sönnarslöv, Skåne |       | 55.876693, 14.053154 | 10116803520001 | Ladda upp en bild av detta fornminne      |
| Östra Sönnarslöv 353:1                    | Stensättning                |              | Östra Sönnarslöv, Skåne |       | 55.858171, 14.011167 | 10116803530001 | Ladda upp en bild av detta fornminne      |
| Östra Sönnarslöv 354:1                    | Hög                         |              | Östra Sönnarslöv, Skåne |       | 55.854738, 14.020544 | 10116803540001 | Ladda upp en bild av detta fornminne      |
| Östra Sönnarslöv 356:1                    | Stensättning                |              | Östra Sönnarslöv, Skåne |       | 55.847182, 14.028148 | 10116803560001 | Ladda upp en bild av detta fornminne      |
| Östra Sönnarslöv 356:2                    | Stensättning                |              | Östra Sönnarslöv, Skåne |       | 55.846993, 14.028183 | 10116803560002 | Ladda upp en bild av detta fornminne      |
| Östra Sönnarslöv 356:3                    | Stensättning                |              | Östra Sönnarslöv, Skåne |       | 55.846660, 14.027981 | 10116803560003 | Ladda upp en bild av detta fornminne      |
| Östra Sönnarslöv 358:1                    | Hög                         |              | Östra Sönnarslöv, Skåne |       | 55.873964, 14.000912 | 10116803580001 | Ladda upp en bild av detta fornminne      |
| Östra Sönnarslöv 358:2                    | Stensättning                |              | Östra Sönnarslöv, Skåne |       | 55.874422, 14.001395 | 10116803580002 | Ladda upp en bild av detta fornminne      |
| Östra Sönnarslöv 359:1                    | Gravfält                    |              | Östra Sönnarslöv, Skåne |       | 55.876641, 14.006172 | 10116803590001 | Ladda upp en bild av detta fornminne      |
| Östra Sönnarslöv 360:1                    | Stensättning                |              | Östra Sönnarslöv, Skåne |       | 55.883044, 13.998566 | 10116803600001 | Ladda upp en bild av detta fornminne      |
| Östra Sönnarslöv 362:1                    | Hällristning                |              | Östra Sönnarslöv, Skåne |       | 55.890831, 13.989201 | 10116803620001 | Ladda upp en bild av detta fornminne      |
| Östra Sönnarslöv 364:1                    | Stensättning                |              | Östra Sönnarslöv, Skåne |       | 55.879085, 14.012139 | 10116803640001 | Ladda upp en bild av detta fornminne      |
| Östra Sönnarslöv 367:1                    | Hög                         |              | Östra Sönnarslöv, Skåne |       | 55.867862, 14.045867 | 10116803670001 | Ladda upp en bild av detta fornminne      |
| Östra Sönnarslöv 394:1                    | Hög                         |              | Östra Sönnarslöv, Skåne |       | 55.904281, 14.046772 | 10116803940001 | Ladda upp en bild av detta fornminne      |